# Старий Роґожин
Старий Роґожин (пол. Stary Rogożyn) — село в Польщі, у гміні Ліпськ Августівського повіту Підляського воєводства.
Населення — 139 осіб (2011).
У 1975-1998 роках село належало до Сувальського воєводства.

## Демографія
Демографічна структура станом на 31 березня 2011 року:
|          | Загалом | Допрацездатний вік | Працездатний вік | Постпрацездатний вік |
| -------- | ------- | ------------------ | ---------------- | -------------------- |
| Чоловіки | 74      | 19                 | 46               | 9                    |
| Жінки    | 65      | 14                 | 31               | 20                   |
| Разом    | 139     | 33                 | 77               | 29                   |